# Joan Laporta
Joan Laporta i Estruch (født 29. juni 1962 i Barcelona, Catalonien, Spanien) er præsident for fodboldklubben FC Barcelona (2003-2010 og 2021-).
Laporta er advokat (eksamen fra UB) med eget firma, Laporta & Arbós. Laporta er gift med Constanza Echevarria og har tre sønner: Pol, Guillem og Jan.